# Планетарій Тихо Браге
Планетарій (раніше Планетарій Тихо Браге), який іноді називають Планетарієм, — це планетарій у Копенгагені на південній частині озера Йоргенс Сьо. Він був відкритий у 1989 році й до зміни назви мав ім'я данського астронома Тихо Браге.
На початку 2020 року будівля зазнала капітального ремонту і сьогодні містить 23-метровий купольний екран.
Планетарій є одним із центрів центрів науково-просвітницької діяльності, що підтримується державою.

## Історія
Планетарій побудований на місці, де раніше розташовувався комплекс Saltlageret в кінці вулиці Йоргенс Сьо. Фінансова основа була створена в 1983 році, коли подружжя Боділ і Хельге Педерсен пожертвували 50 мільйонів данських крон на будівництво планетарію в Копенгагені. Будівля була спроєктована архітектором Кнудом Мунком. Перший камінь було закладено 22 лютого 1988 року, а 1 листопада 1989 року планетарій відкрив свої двері для відвідувачів. Першим показаним фільмом був «Подорож у космос». Планетарій був побудований на кошти, пожертвувані Боділом і Хельге Педерсенами фонду Urania, який відповідав за будівництво. Циліндр будівлі має висоту 38 метрів, а дах спускається до озера.
Планетарій є головною туристичною визначною пам'яткою Копенгагена, і вже в квітні 1991 року він прийняв свого 1 000 000-го відвідувача. Відтоді кількість відвідувачів зменшилася і зараз становить близько 250 000 на рік.
Нинішнім директором Планетарію Тихо Браге є Метте Броксё Тігесен, яка обіймає цю посаду з вересня 2017 року. Різні фонди підтримують комунікацію в Планетарії. Наприклад, Фонд А. П. Меллера та Шастін Мак-Кінні Меллер пожертвував 11 мільйонів данських крон на нову виставку, яка буде завершена в лютому 2018 року.
Купольний зал є найбільшим у Північній Європі з купольним екраном площею 750 м².

## Виставка
Планетарій — це насамперед місце для поширення астрономії та космічних подорожей, і тому постійна виставка, присвячена астрономії та космічним дослідженням, є центральним стовпом діяльності планетарію. Тут можна побачити місячний камінь вагою понад 200 грамів, один з найбільших місячних каменів, виставлених за межами Сполучених Штатів. Він був доставлений на Землю в 1972 році космічним кораблем «Аполлон-17».
У 2017 році виставку було капітально відреставровано, а нова виставка «Космос» (колишня назва «Зроблено в космосі») відкрилася в лютому 2018 року. Виставка була створена у співпраці з лондонськими дизайнерами, лауреатами премії «Тоні», 59 Productions. Ця інтерактивна виставка, що розповідає історію про те, як всі елементи, з яких складається людина, походять з космосу.

## Аранжування
Планетарій проводить різноманітні астрономічні лекції, присвячені до важливих подій. Тут розповідають про нові дослідження, нічне небо та крос-культурні заходи, такі як концерти та п'ятничні бари.

## Фільм
Планетарій має дві зали, в яких щодня проводяться шоу. У великій купольній залі встановлена цифрова проєкційна система 8K, яка відправляє відвідувачів у космічну подорож до зірок і планет. Перед кожним фільмом відвідувачі вирушають у подорож космосом за допомогою «Rummet Tour Retur» (Космічного повернення").
У святкові та вихідні дні в Малому залі проводяться наукові шоу.